# François D'Haene
Pour les articles homonymes, voir D'Haene.
François D'Haene, né le 24 décembre 1985 à Lille, est un sportif français de haut-niveau, spécialiste de l'ultra-trail. Il a notamment remporté l'Ultra-Trail du Mont-Blanc en 2012, 2014, 2017 et 2021, ainsi que le Grand Raid en 2013, 2014, 2016 et 2018. Il a remporté l'Ultra-Trail World Tour en 2014 et 2017. Il détient depuis 2017 les records de l'UTMB (170 km en 19 h 01 min 32 s) et du John Muir Trail, et a détenu celui du GR 20 en corse. 
Kinésithérapeute de formation, il s'est reconverti au métier de vigneron de 2012 à 2021, et organise aujourd'hui l'Ultra spirit.

## Biographie
Né à Lille, D'Haene déménage ensuite près de Chambéry avec ses parents, où il vit pendant 20 ans et pratique l'athlétisme.
Pratiquant le cross-country et le 3 000 m steeple, cet amoureux de la montagne et de la nature se tourne ensuite vers les épreuves de trail organisées dans sa région, en Savoie. En 2006, année où il suit encore ses études de kinésithérapie à Grenoble, il remporte « la rando TGV ». En 2010, il remporte le trail du Ventoux (42 km) et la Gapen’cimes.
En 2012, il met son métier kinésithérapeute de côté pour reprendre avec son épouse une exploitation viticole dans la commune de Saint-Julien dans le Beaujolais,. 
Il stoppe son activité de vigneron en 2021. Il s'installe définitivement à Beaufort, et organise depuis 2022 avec son épouse l'Ultra spirit. Il s'agit d'un trail décalé et vertueux sur 3 jours. Il se dispute par équipe de 3, sans chronomètre mais avec différents défis ou épreuves rapportant des points.
François est marié avec Carline. Ils ont 3 enfants.

## Palmarès

### 2006
| no  | masculin           | Course                      | Longueur | Départ         | Temps            |
| --- | ------------------ | --------------------------- | -------- | -------------- | ---------------- |
| 1er | Médaille d'or      | Rando TGV                   | 72 km    | 2 juillet 2006 | 8 h 07 min 00 s  |
| 4e  | Médaille de bronze | Courmayeur Champex Chamonix | 86 km    | 25 août 2006   | 11 h 27 min 10 s |

### 2009
| no | masculin | Course     | Longueur | Départ          | Temps            |
| -- | -------- | ---------- | -------- | --------------- | ---------------- |
| 5e | 5e       | Grand Raid | 148 km   | 23 octobre 2009 | 23 h 34 min 20 s |

### 2010
| no  | masculin      | Course               | Longueur | Départ         | Temps           |
| --- | ------------- | -------------------- | -------- | -------------- | --------------- |
| 1er | Médaille d'or | Trail Nivolet Revard | 49 km    | 2 juin 2010    | 4 h 12 min 28 s |
| 1er | Médaille d'or | Gapen'Cimes          | 48 km    | 3 octobre 2010 | 4 h 44 min 21 s |

### 2011
| no | masculin          | Course                       | Longueur | Départ       | Temps           |
| -- | ----------------- | ---------------------------- | -------- | ------------ | --------------- |
| 2e | Médaille d'argent | The North Face 100 Australia | 100 km   | 14 juin 2011 | 9 h 24 min 33 s |

### 2012
| no  | masculin      | Course                    | Longueur | Départ          | Temps            |
| --- | ------------- | ------------------------- | -------- | --------------- | ---------------- |
| 1er | Médaille d'or | Trail du Tour Des Fiz     | 63 km    | 31 juillet 2012 | 7 h 55 min 00 s  |
| 1er | Médaille d'or | Beaujolais Villages Trail | 54 km    | 15 avril 2012   | 5 h 00 min 44 s  |
| 4e  | 4e            | Transvulcania             | 83 km    | 12 mai 2012     | 7 h 23 min 41 s  |
| 1er | Médaille d'or | Ice Trail Tarentaise      | 65 km    | 15 juillet 2012 | 8 h 16 min 35 s  |
| 1er | Médaille d'or | Ultra-Trail du Mont-Blanc | 103 km   | 31 août 2012    | 10 h 32 min 36 s |

### 2013
| no  | masculin          | Course               | Longueur | Départ          | Temps            |
| --- | ----------------- | -------------------- | -------- | --------------- | ---------------- |
| 1re | Médaille d'or     | 80km du Mont-Blanc   | 80 km    | 28 juin 2013    | 9 h 45 min 57 s  |
| 2e  | Médaille d'argent | Ice Trail Tarentaise | 65 km    | 14 juillet 2013 | 7 h 40 min 13 s  |
| 1er | Médaille d'or     | Trail de l'Etendard  | 64 km    | 25 août 2013    | 7 h 18 min 04 s  |
| 1er | Médaille d'or     | Grand Raid           | 163 km   | 17 octobre 2013 | 22 h 58 min 30 s |

### 2014
| no  | masculin          | Course                    | Longueur | Départ          | Temps            |
| --- | ----------------- | ------------------------- | -------- | --------------- | ---------------- |
| 1er | Médaille d'or     | Beaujolais Villages Trail | 63 km    | 13 avril 2014   | 5 h 57 min 01 s  |
| 1er | Médaille d'or     | Ultra-Trail Mt.Fuji       | 161 km   | 25 avril 2014   | 19 h 09 min 13 s |
| 2e  | Médaille d'argent | 80km du Mont-Blanc        | 80 km    | 27 juin 2014    | 10 h 29 min 33 s |
| 1er | Médaille d'or     | Ice Trail Tarentaise      | 65 km    | 13 juillet 2014 | 7 h 37 min 09 s  |
| 1er | Médaille d'or     | Ultra-Trail du Mont-Blanc | 168 km   | 29 août 2014    | 20 h 11 min 44 s |
| 1er | Médaille d'or     | Grand Raid                | 172 km   | 23 octobre 2014 | 24 h 25 min 02 s |

### 2016
| no  | masculin      | Course        | Longueur | Départ          | Temps            |
| --- | ------------- | ------------- | -------- | --------------- | ---------------- |
| 1er | Médaille d'or | Hong Kong 100 | 100 km   | 23 janvier 2016 | 9 h 32 min 26 s  |
| 1er | Médaille d'or | Grand Raid    | 167 km   | 20 octobre 2016 | 23 h 44 min 57 s |

### 2017
| no  | masculin      | Course                                  | Longueur | Départ             | Temps            |
| --- | ------------- | --------------------------------------- | -------- | ------------------ | ---------------- |
| 1er | Médaille d'or | Madeira Island Ultra Trail              | 115 km   | 22 avril 2017      | 13 h 05 min 44 s |
| 1er | Médaille d'or | Ultra-Race du Lac d'Annecy              | 110 km   | 27 mai 2017        | 12 h 55 min 00 s |
| 1er | Médaille d'or | Trail Verbier St-Bernard - La Traversée | 61 km    | 8 juillet 2017     | 7 h 07 min 06 s  |
| 1er | Médaille d'or | Ultra-Trail du Mont-Blanc               | 168 km   | 1er septembre 2017 | 19 h 01 min 54 s |

### 2018
| no  | masculin          | Course             | Longueur | Départ          | Temps            |
| --- | ----------------- | ------------------ | -------- | --------------- | ---------------- |
| 2e  | Médaille d'argent | Western States 100 | 100 mi   | 23 juin 2018    | 15 h 54 min 53 s |
| 1er | Médaille d'or     | Grand Raid         | 169 km   | 19 octobre 2018 | 23 h 18 min 40 s |

### 2019
Pour la saison 2019 ses principaux objectifs sont la Hardrock 100 (100 mi) et l'Échappée Belle (144 km), deux ultra-trail auxquels il n'a jamais participé. Il choisit également de participer à l'Ultra Trail de l'île de Madère (115 km) et à la Maxi-Race du Lac d'Annecy (115 km) au printemps, ainsi qu'à Ultra-trail Cape Town (100 km) en fin de saison.
Du 13 au 16 mars il participe à la Pierra Menta qu'il termine à la 6e place. Le 27 avril il remporte l'Ultra Trail de l'île de Madère après avoir fait la course seul en tête sur la seconde moitié du parcours.
| no  | masculin          | Course                     | Longueur | Départ           | Temps            |
| --- | ----------------- | -------------------------- | -------- | ---------------- | ---------------- |
| 1er | Médaille d'or     | Madeira Island Ultra Trail | 115 km   | 27 avril 2019    | 13 h 49 min 36 s |
| 1er | Médaille d'or     | Échappée Belle             | 144 km   | 23 août 2019     | 23 h 55 min 11 s |
| 2e  | Médaille d'argent | Ultra-Trail Cape Town      | 100 km   | 30 novembre 2019 | 10 h 11 min 22 s |

### 2021
Le 5 février, il participe pour la première fois à la Coupe du monde de ski-alpinisme, lors de l'étape française de Flaine (Haute-Savoie) et termine à la 39e place de la course individuelle. Il déclare, par ailleurs, vouloir faire une saison complète de Coupe du monde de ski-alpinisme.
Les 13 et 14 février, il remporte deux titres mondiaux, en catégorie Masters (moins de 40 ans) dans la station de SuperDévoluy, dans les Hautes-Alpes, à l'occasion de la course individuelle et de la vertical race.
Le 3 mars 2021, hors compétition officielle, D'Haene réussit l'exploit d'effectuer les quatre étapes de la Pierra Menta le même jour, soit les 91 km et 10 000 m de dénivelé, avec un temps total de 16 h 42.
Le 17 juillet, il remporte la Hardrock 100 aux États-Unis pour sa première participation en battant le record historique de l'épreuve détenu par Kílian Jornet terminant les 160 km (10 000 m de dénivelé positif) en 21 h 45 (Kilian Jornet reprend ce record en 2022 en signant un temps de 21h36).
Le 28 aout, il remporte l'UTMB (4e victoire) en 20 h 45.

### 2022
| no | masculin          | Course       | Longueur | Départ          | Temps            |
| -- | ----------------- | ------------ | -------- | --------------- | ---------------- |
| 2e | Médaille d'argent | Hardrock 100 | 100 mi   | 15 juillet 2022 | 21 h 51 min 19 s |

### 2023
Après plus d'un an sans compétition à la suite de plusieurs blessures, il reprend lors de la diagonale des fous à la Réunion et se classe 8e, après avoir joué le podium pendant la moitié de la course .
| no | masculin | Course     | Longueur | Départ          | Temps            |
| -- | -------- | ---------- | -------- | --------------- | ---------------- |
| 8e | 8e       | Grand Raid | 165 km   | 19 octobre 2023 | 26 h 12 min 41 s |

### 2024
| no  | masculin      | Course         | Longueur | Départ           | Temps           |
| --- | ------------- | -------------- | -------- | ---------------- | --------------- |
| 1er | Médaille d'or | Tor des Géants | 330 km   | 8 septembre 2024 | 69 h 8 min 32 s |

### 2025
| no  | masculin      | Course            | Longueur | Départ      | Temps           |
| --- | ------------- | ----------------- | -------- | ----------- | --------------- |
| 1er | Médaille d'or | Transylvania 100k | 103 km   | 24 mai 2025 | 12 h 47 min 5 s |

## Records
- Marathon[18] : 2 h 34 min 52 s ;
- Pierra Menta[14] : 16 h 42 min (91 km et 10 000 m de dénivelé positif) ;
- Ultra-Trail du Mont Blanc (UTMB) : 19 h 1 min 32 s (170 km) ;
- Traversée du John Muir Trail : 2 jours 19 heures et 26 minutes (359 km et 14 630 m de dénivelé positif) ;
- Hardrock 100 : 21 h 45 min (160 km et 10 000 m de dénivelé positif)[15].

## Publication
- François D'Haene, La vie courante : Mes courses, mes aventures, mes engagements, Paulsen, mai 2023, 192 p. (ISBN 978235221-3833)